# Prowokacja (film)
Prowokacja (Today You Die) – amerykański dramat z 2005 roku. Steven Seagal gra główną rolę i jest jednym z producentów filmu.

## Opis fabuły
Główny bohater filmu – Harlan Banks zajmuje się okradaniem bogatych przestępców. Jego partnerkę zaczynają dręczyć koszmary. Banks postanawia, że skończy z tym zajęciem. Zostaje złapany podczas akcji przez policję. Nie chce ujawnić, gdzie znajdują się pieniądze. Zostaje osadzony w więzieniu, skąd postanawia uciec. Znajduje sojuszników – współwięźnia oraz policjantkę. Za wszelką cenę chce odnaleźć tego, który go wydał.

## Obsada
- Steven Seagal – Harlan Banks
- Anthony 'Treach' Criss – Ice Cool
- Sarah Buxton – Rachel
- Mari Morrow – Jada
- Nick Mancuso – agent Saunders
- Robert Miano – Bruno
- Kevin Tighe – Max Stevens
- Jamie McShane – Vincent
- Lawrence Turner – Garret
- Brett Rice – Taggert
- Saif Al-Jaidi – Bartender
- Chloë Grace Moretz – dziewczyna z St. Thomas Hospital
- J.J. Perry – Thug
- Randy Couture – ochroniarz Vincenta